# Henri F. Ellenberger

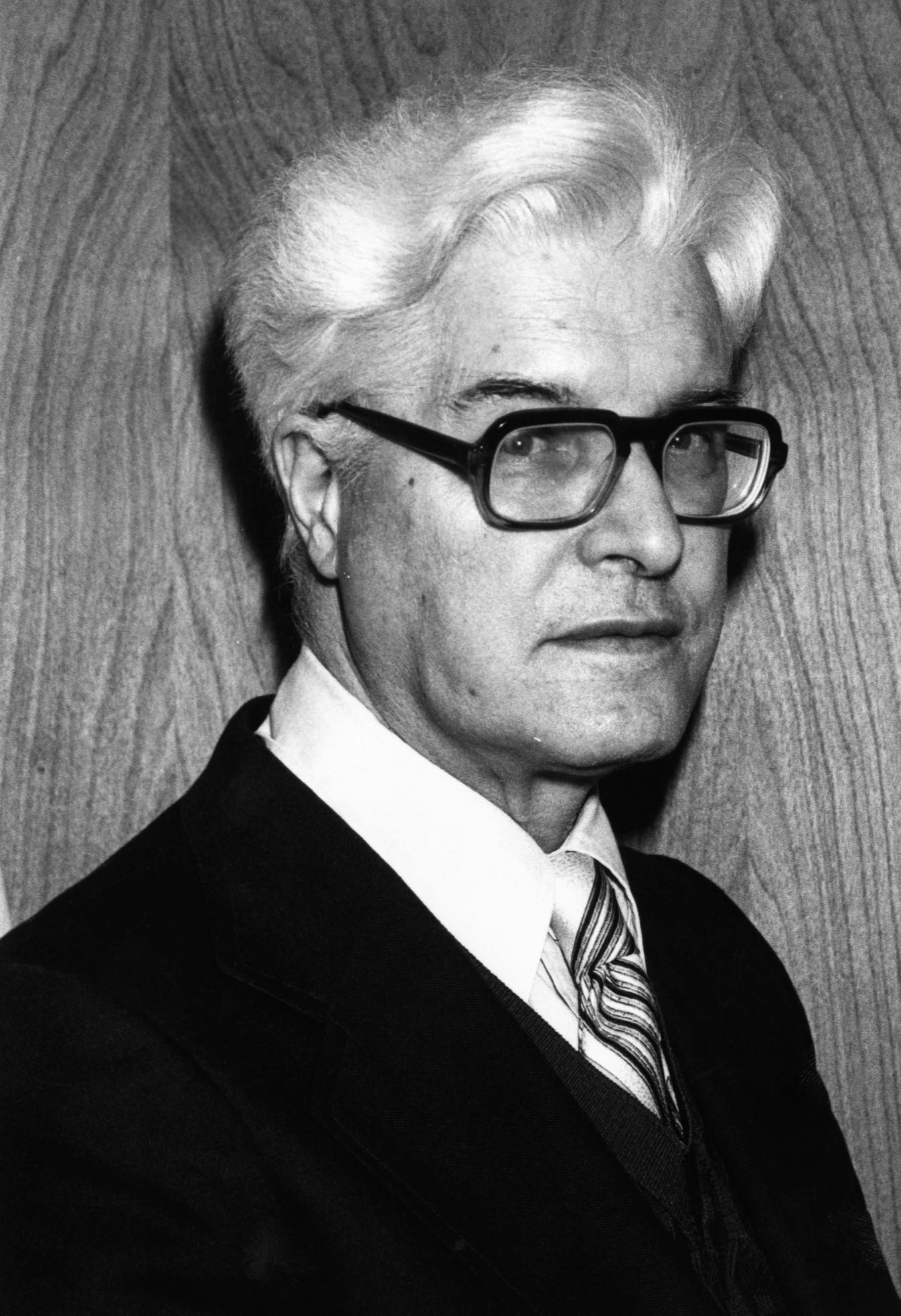
Henri F. Ellenberger

Henri Frédéric Ellenberger (* 6. November 1905 in Nalolo, Barotseland, Nordrhodesien; † 1. Mai 1993 in Québec, Kanada) war ein Schweizer Psychiater, Psychoanalytiker, Psychologie- und Medizinhistoriker sowie Titularprofessor für Kriminologie.

## Leben
Henri F. Ellenberger wurde in eine französischsprachige Schweizer Familie aus Yverdon geboren, deren Angehörige, darunter sein Grossvater David Frédéric Ellenberger, seit Mitte des 19. Jahrhunderts im südlichen Afrika als protestantische Missionare tätig waren. Nach der schulischen Grundbildung in Nordrhodesien besuchte er weiterführende Schulen in Frankreich und erlangte 1924 an der Universität Strassburg ein geisteswissenschaftliches Baccalauréat. Er studierte Medizin an der Universität Strassburg und wurde 1934 mit einer Arbeit über die Gefühlszustände bei katatonen Psychosen promoviert. Danach eröffnete er eine psychiatrische Praxis in Poitiers. Im Frühling 1941 ging er mit seiner Frau und seinen vier Kindern in die Schweiz, wo er zwei Jahre lang als Oberarzt in der psychiatrischen Klinik Waldau in Bern arbeitete. Von 1943 bis 1952 war er Oberarzt in der psychiatrischen Klinik Breitenau in Schaffhausen. In diesen Jahren kam er in Kontakt mit Pionieren der Psychiatrie und Psychoanalyse wie Manfred Bleuler, Carl Gustav Jung, Ludwig Binswanger, Alphonse Maeder, Leopold Szondi und Oskar Pfister. Bei letzteren absolvierte er Anfang der 1950er Jahre eine informelle Lehranalyse.
1952 nahm er ein Angebot der Menninger Clinic in Topeka, USA, an, wo er Professor für klinische Psychiatrie und Assistent von Karl Menninger wurde. Die Menninger Clinic war damals eines der angesehensten Ausbildungsinstitute für Psychiater und orientierte sich an der Freudschen Psychoanalyse.
Von 1959 bis 1962 arbeitete Ellenberger am Allan Memorial Institute in Montreal, Kanada, einer psychiatrischen Einrichtung, die mit der McGill University verbunden war. Nach Montreal folgte ihm auch seine Familie, die vorher in der Schweiz verblieben war. Von 1962 bis zu seiner Pensionierung 1977 war er am Department of Criminology der Universität Montreal tätig, wo er Vorlesungen zur Kriminalpsychologie und ‑biologie hielt, sowie als klinischer Psychiater am Krankenhaus Hôtel-Dieu in Montreal. Während derselben Zeit tätigte er Forschungen im Bereich Psychiatriegeschichte, deren Ergebnisse er im Buch The Discovery of the Unconscious veröffentlichte.
Er ist der Bruder des Geologen François Ellenberger.

## Schriften (Auswahl)
- Essai sur le syndrome psychologique de la catatonie. 1933; Nachdruck: L’Harmattan, Paris 2004, ISBN 2-7475-6031-7.
- The Discovery of the Unconscious. The History and Evolution of Dynamic Psychiatry. Basic Books, New York 1970, ISBN 0-465-01672-3.
- Die Entdeckung des Unbewußten. Geschichte und Entwicklung der dynamischen Psychiatrie von den Anfängen bis zu Janet, Freud, Adler und Jung. Aus dem Amerikanischen von Gudrun Theusner-Stampa. 2 Bände. Huber, Bern 1973 (und Zürich 1985); Neuausgabe: Diogenes, Zürich 2005,[2] ISBN 3-257-06503-5.
- mit Robert Duguay: Précis pratique de psychiatrie. Maloine, Paris 1981, ISBN 2-224-00756-6.
- Médecines de l’âme. Essais d’histoire de la folie et des guérisons psychiques. Hrsg. von Elisabeth Roudinesco. Fayard, Paris 1995, ISBN 2-213-59500-3.
- Ethnopsychiatrie. Édition critique établie et présentée par Emmanuel Delille. Éditions ENS, Lyon 2017 (online).